# Cristulosia bilunata
Cristulosia bilunata là một loài bướm đêm thuộc phân họ Arctiinae, họ Erebidae.